# Молжаниновски район
Молжаниновски район е административен район на Северен окръг в Москва.